# Roberto Moretti
Roberto Moretti (Manciana, 26 januari 1970) is een Italiaans voormalig wielrenner.

## Belangrijkste overwinningen
1995
- 6e etappe Ronde van het Waalse Gewest

1996
- 7e etappe Ronde van Portugal